# Cirsium nigriceps
Cirsium nigriceps là một loài thực vật có hoa trong họ Cúc. Loài này được Standl. & Steyerm. mô tả khoa học đầu tiên năm 1947.